# Археологические съезды
Археологические съезды — съезды археологов, проводившиеся в разных городах Российской империи, на которых преобладали доклады, связанные с историей и археологией края, где проводился съезд. Всего было проведено 15 съездов.

## В Российской империи
Мысль о съезде русских археологов возникла в среде Московского археологического общества и была выражена впервые графом А. С. Уваровым на заседании общества 3 ноября 1864 года. 27 апреля 1867 года было получено высочайшее разрешение на открытие в Москве первого археологического съезда. В ноябре 1868 года в Санкт-Петербурге собрался предварительный комитет, состоявший из представителей правительственных учёных учреждений и археологических обществ, который 12 декабря выработал правила съезда. Эти правила с незначительными изменениями, действовавшими на всех последующих съездах, были утверждены министром народного просвещения, ассигновавшим на расходы 3000 рублей.
Членами съезда признавались все лица, изъявившие желание принять участие в занятиях съезда и заплатившие 4 рубля. Члены съезда разделялись на несколько отделений. Число и научная специализация отделений на разных съездах были различны, что зависело как от местности проведения съезда, так и от состава членов предварительного комитета. На последнем московском съезде было девять отделений:
1. Древности первобытные
2. Древности историко-географические и этнографические
3. Памятники искусств и художеств
4. Русский быт — домашний, юридический и общественный
5. Памятники церковные
6. Памятники славяно-русского языка и письма
7. Древности классические, славяно-византийские и западноевропейские
8. Древности восточные и языческие
9. Памятники археографические

Члены предварительного комитета и депутаты, присланные на съезд учёными учреждениями, составляли совет съезда и избирали на первом же своём заседании администрацию съезда: председателя, секретарей, казначея и шесть членов в распорядительный комитет. На том же заседании избирались председатели и секретари отделений, составлявшие учёный комитет. Учёный комитет руководил всей учёной частью съезда.
Учёный и распорядительный комитеты сами избирали своих представителей. Заседания учёного и распорядительного комитетов и совета происходили при закрытых дверях, заседания съезда были публичными.
Археологические съезды собирались через каждые три года в различных городах. Труды съезда издавались редакционным комитетом, который выбирался на последнем заседании совета. На последнем же заседании совета назначалось место будущего съезда и избирался приготовительный комитет.
На устройство съездов и на издание трудов жертвовали: Великий князь Михаил Николаевич, граф Уваров, Казанское городское общественное управление и другие лица, и учреждения. Министерство народного просвещения ассигновало на расходы каждого съезда по 3000 руб.

### Места проведения съездов
- 1-й — в Москве 16—28 марта 1869 года под председательством графа А. С. Уварова; число членов — 130, заседаний — 19, отделений —  6, рефератов — 57.
- 2-й — в Санкт-Петербурге 7—20 декабря 1871 года; почётный председатель Великий князь Константин Николаевич, председатель граф А. С. Уваров, участников — 170, заседаний — 20, отделений — 6, рефератов — до 70.
- 3-й — в Киеве 2—16 августа 1874 года; председатель граф Уваров, членов — 204, заседаний — 27, отделений — 8, рефератов — до 110.
- 4-й — в Казани 31 июля — 16 августа 1877 года; председатель граф Уваров, членов — 347, заседаний — 24, отделений — 7, рефератов — до 122.
- 5-й — в Тифлисе 8—21 сентября 1881 года; председатель А. В. Комаров, членов — около 400, заседаний — 20, отделений — 8, рефератов — 86.
- 6-й — в Одессе 15 августа — 1 сентября 1884 года; почётный председатель Великий князь Сергий Александрович, председатель граф Уваров, членов — 327, заседаний 38, отделений — 8, рефератов — 117.
- 7-й — в Ярославле 6—20 августа 1887 года; председатель И. Е. Забелин, членов — 240, заседаний — 21, отделений — 7, рефератов — 69.
- 8-й — в Москве 8—24 января 1890 года; почётный председатель Великий князь Сергий Александрович, председатель А. Ф. Бычков, членов — 380, заседаний — 34, отделений — 9, рефератов — 136.
- 9-й — в Вильно в 1893 году.
- 10-й — в Риге в 1896 году.
- 11-й — в Киеве в 1899 году
- 12-й — в Харькове в 1902 году.
- 13-й — в Екатеринославе в 1905 году.
- 14-й — в Чернигове в 1908 году.
- 15-й — в Новгороде в 1911 году.
- 16-й археологический съезд, намеченный на 1914 год в Пскове, не состоялся в связи с начавшейся Первой мировой войной.

### Областные съезды
По инициативе губернских учёных архивных комиссий были учреждены областные археологические съезды, которые отражали направления деятельности этих комиссий — комплектация местных исторических архивов, историческое, археологическое и этнографическое изучение губерний. Подготовка и проведение областных съездов в целом повторяли принятый на общероссийских съездах. Областных съездов в Российской империи было четыре: 1-й — в Ярославле (1901), 2-й — в Твери (1903), 3-й — во Владимире (1906), 4-й — в Костроме (1909).

### Значение дореволюционных съездов
Значение съездов для развития русской археологии видно по их результатам, которые выражаются:
- в сочинениях, издаваемых к съезду, и в трудах самих съездов. Были изданы: труды 1-го съезда — 2 т. in 4°, с атласом рисунков in folio. Труды 2-го съезда — 2 т. in 4°, с атласом in folio. Труды 3-го съезда — 2 т. in 4°, с атласом in folio. Труды 4-го съезда — 1 т. in. 4° (выйдет еще один). Труды 5-го съезда — 1 т. трудов предварительного комитета и 1 т. трудов съезда in 4°, со многими таблицами рисунков. Труды 6-го съезда — 3 т. in 4°, со многими таблицами рисунков. Труды 7-го съезда — вышел один том. Труды 8-го съезда. Таким образом, всего вышло 12 т. и 3 атласа рисунков. Кроме этих трудов, многие учёные (напр. В. Б. Антонович, У. В. Аспелин, К. И. Невоструев, И. В. Помяловский, С. М. Шпилевский и др.) издавали к съезду отдельные сочинения, посвящённые исследованиям древностей той местности, где собирался съезд;
- в организации археологических экспедиций и экскурсий. Учёные экспедиции, организуемые приготовительными комитетами, начались с 5 съезда. В них принимали участие граф А. С. Уваров, проф. Антонович, Кондаков, Успенский, Васильевский и др. лица. Экскурсии, устраивавшиеся съездом, начались с 3-го съезда и ставили целью ознакомить приезжих археологов с местными древностями;
- в устройстве археологических выставок. Устройство выставок началось с 1-го съезда и на Втором московском достигло замечательных успехов, как по количеству выставленных предметов, так и по значению некоторых из них, благодаря трудам графини П. С. Уваровой. Многие коллекции, присланные на съезд, были пожертвованы затем владельцами в местные музеи — при Киевском и Казанском университетах, в Тифлисский музей, Эрмитаж и в Исторический музей в Москве;
- в постановке новых археологических вопросов и задач, входивших в обязанности приготовительных комитетов. К первому съезду было поставлено 118 вопросов, ко 2-му — 59, к 3-му — 117, к 4-му — 175, к 5 — 162, к 6-му — 233, к 8-му — 123. Из числа всех этих вопросов и задач остались неразрешёнными 329. Список их был составлен и напечатан Московским археологическим обществом;
- в возбуждении интереса в местном обществе к своим древностям. Под влиянием съездов в провинциальных городах возникли археологические общества и музеи. Так, например, в Киеве — Общество Нестора-летописца, археологические музеи при университете св. Владимира и при Киевской духовной академии, в Казани — Общество истории, археологии и этнографии, в Ярославле — Ярославская губернская учёная архивная комиссия;
- в сближении между деятелями на поприще археологии, что особенно важно для молодых, начинающих археологов.

### Интерес иностранных учёных
Археологические съезды привлекали славянских и иностранных учёных, печатавших свои отчёты в славянских, французских и немецких периодических изданиях (напр. Луи Леже, «Rapport sur le Congrès archéologique de Kiev» (Париж, 1877); Рамбо, «Articles sur le Congrès Kazan» в «Revue politique» и в «Revue scientifique» за 1878-79 гг.). Особенно много было иностранцев на Киевском и Втором московском съездах. Многие из них заслужили в науке блестящие имена, другие были интересны тем, что являлись представителями славяно-русских и франко-русских симпатий. Некоторые из них: барон де-Бай, Р. Вирхов, Ванкель, Гонель, Гремплер, Беда Дудик, Дзядовский, Колар, Калужницкий, Эмиль Картальяк, Луи Леже, Любич, Мурко, Новакович, Обст, Площанский, Пападопуло-Керамевс, Пастернек, А. Рамбо, Рачки, Ромер, Стржиговский, граф де-Флери, Эгер и др.

## Преемственность
В СССР роль археологических съездов играли ежегодные сессии Отделения истории АН СССР и пленумы Института археологии АН СССР, посвящённые итогам полевых исследований. Первый (и последний) съезд археологов в СССР был проведён в январе 1926 года в Минске.
В Российской Федерации проведение съездов было возобновлено с 2006 года.

## Съезды в современной России
В 2006 году в России была возобновлена традиция проведения Всероссийских археологических съездов как крупнейших форумов для обсуждения проблем археологической науки. Первый Всероссийский археологический съезд, состоявшийся 23—28 октября 2006 года в Новосибирске, собрал более 350 участников из 80 учреждений 40 городов страны и стал значительным событием в научной жизни России.
В 2008 году в Суздале состоялся второй Всероссийский археологический съезд, в котором приняли участие более 400 учёных из 190 учреждений 53 субъектов Российской Федерации
В 2011 году в  Великом Новгороде и Старой Руссе состоялся третий  Всероссийский археологический съезд, приуроченный к 100-летию XV съезда, состоявшегося в Великом Новгороде в 1911 году. XV съезд оказался последним съездом в Российской империи перед революцией. Во Всероссийском археологическом съезде в Старой Руссе и Великом Новгороде участвовало более 600 учёных, представлявших научные организации РАН, ВУЗы, музеи, органы охраны памятников истории и культуры и другие организации из более чем 60 субъектов Российской Федерации.
В 2014 году в Казани состоялся Четвертый (двадцатый) Всероссийский археологический съезд, юбилейный с дореволюционного периода. Решение о проведении очередного съезда в Казани было обусловлено высокими достижениями археологической науки Татарстана в последний период и в ознаменование IV Всероссийского археологического съезда прошедшего в этом городе в 1877 г.